# Modou Sowe
Modou Sowe (1963. november 25. –) gambiai nemzetközi labdarúgó-játékvezető.

## Pályafutása

### Nemzeti játékvezetés
A játékvezetői vizsgát 1982-ben tette le. Gambia legsikeresebb játékvezetője. A nemzeti játékvezetéstől 2008-ban vonult vissza.

### Nemzetközi játékvezetés
A Gambiai labdarúgó-szövetség Játékvezető Bizottsága (JB) terjesztette fel nemzetközi játékvezetőnek, a Nemzetközi Labdarúgó-szövetség (FIFA) 1998-tól (tartotta) tartja nyilván bírói keretében. A FIFA JB központi nyelvei közül a angolt beszéli. Több nemzetek közötti válogatott és klubmérkőzést vezetett, vagy működő társának 4. bíróként segített. A  nemzetközi játékvezetéstől 2008-ban a FIFA JB korhatárát elérve búcsúzott.

#### Labdarúgó-világbajnokság
A világbajnoki döntőkhöz vezető úton Dél-Koreába és Japánba a XVII., a 2002-es labdarúgó-világbajnokságra, valamint Németországba a XVIII., a 2006-os labdarúgó-világbajnokságra a FIFA JB játékvezetőként alkalmazta. A FIFA JB előzetesen kijelölte a világbajnokság játékvezetői közé, de a szűkített keretnek már nem volt tagja. Selejtező mérkőzéseket az CAF zónában vezetett.

##### 2002-es labdarúgó-világbajnokság

###### Selejtező mérkőzés
| Időpont          | Helyszín                     | Mérkőzés típusa                       | Mérkőzés             | Eredmény | Nézők száma |
| ---------------- | ---------------------------- | ------------------------------------- | -------------------- | -------- | ----------- |
| 2000. április 7. | Olimpiai Stadion, Nouakchott | előselejtező (első forduló)           | Mauritánia–Tunézia   | 1 – 2    | 10 000      |
| 2000. július 9.  | Sport Stadion, Accra         | előselejtező (2. forduló; B. csoport) | Ghána–Sierra Leone   | 5 – 0    | 18 300      |
| 2001. július 14. | Nemzeti Stadion, Freetown    | előselejtező (2. forduló; B. csoport) | Sierra Leone–Libéria | 0 – 1    | 40 000      |

##### 2006-os labdarúgó-világbajnokság

###### Selejtező mérkőzés
| Időpont             | Helyszín                       | Mérkőzés típusa                       | Mérkőzés                              | Eredmény | Nézők száma |
| ------------------- | ------------------------------ | ------------------------------------- | ------------------------------------- | -------- | ----------- |
| 2003. október 10.   | Szeptember 24. Stadion, Bissau | előselejtező (első forduló)           | Bissau-Guinea–Mali                    | 1 – 2    | 22 000      |
| 2004. június 19.    | Március 26. Stadion, Bamako    | előselejtező (2. forduló; 1 csoport)  | Mali–Zambia                           | 1 – 1    | 19 000      |
| 2004. október 10.   | l'Amitié Stadion, Cotonou      | előselejtező (2. forduló; 3. csoport) | Benin–Elefántcsontpart                | 0 – 1    | 25 000      |
| 2005. március 27.   | Martyrs Stadion, Kinshasa      | előselejtező (2. forduló; 2. csoport) | Kongói Demokratikus Köztársaság–Ghána | 1 – 1    | 80 000      |
| 2005. szeptember 3. | Nemzetközi Stadion, Nairobi    | előselejtező (2. forduló; 5. csoport) | Kenya–Tunézia                         | 0 – 0    | 38 000      |
| 2005. október 8.    | Nemzeti Stadion, Gaborone      | előselejtező (2. forduló; 5. csoport) | Botswana–Guinea                       | 1 – 2    | 16 800      |

#### Labdarúgó-Európa-bajnokság

##### U17-es labdarúgó-Európa-bajnokság
Franciaország rendezte a 3., a 2004-es U17-es labdarúgó-Európa-bajnokságot, ahol a FIFA/UEFA JB bíróként foglalkoztatta.

###### 2004-es U17-es labdarúgó-Európa-bajnokság
| Időpont        | Helyszín                              | Mérkőzés típusa              | Mérkőzés                     | Eredmény |
| -------------- | ------------------------------------- | ---------------------------- | ---------------------------- | -------- |
| 2004. május 4. | Vallée du Cher Stadion, Tours         | csoportmérkőzés (B. csoport) | Ausztria–Portugália          | 0 – 0    |
| 2004. május 9. | Guy Drut Stadion, Saint-Cyr-sur-Loire | csoportmérkőzés (A. csoport) | Észak-Írország–Spanyolország | 1 – 4    |

#### Afrikai nemzetek kupája
Tunézia hat nagyvárosa adott otthont a 24., a 2004-es afrikai nemzetek kupája, Egyiptom a 25., a 2006-os afrikai nemzetek kupája, illetve Ghána a 26., a 2008-as afrikai nemzetek kupája labdarúgó találkozónak adott otthont, ahol a Afrikai Labdarúgó-szövetség (CAF) JB bíróként alkalmazta.

##### 2004-es afrikai nemzetek kupája

###### Afrikai Nemzetek Kupája mérkőzés
| Időpont           | Helyszín                               | Mérkőzés típusa              | Mérkőzés           | Eredmény | Nézők száma |
| ----------------- | -------------------------------------- | ---------------------------- | ------------------ | -------- | ----------- |
| 2004. január 28.  | Október 15. Stadion, Bizerte           | csoportmérkőzés (A. csoport) | Ruanda–Guinea      | 1 – 1    | 4000        |
| 2004. február 2.  | Október 15. Stadion, Bizerte           | csoportmérkőzés (B. csoport) | Burkina Faso–Kenya | 0 – 3    | 4555        |
| 2004. február 13. | Musztafa Ben Zsanet Stadion, Monasztir | bronzmérkőzés                | Nigéria–Mali       | 2 – 1    | 2500        |

##### 2006-os afrikai nemzetek kupája

###### Afrikai Nemzetek Kupája mérkőzés
| Időpont          | Helyszín                        | Mérkőzés típusa              | Mérkőzés                                 | Eredmény | Nézők száma |
| ---------------- | ------------------------------- | ---------------------------- | ---------------------------------------- | -------- | ----------- |
| 2006. január 25. | Katonai-akadémia Stadion, Kairó | csoportmérkőzés (B. csoport) | Kamerun–Togo                             | 2 – 0    | 3000        |
| 2006. február 3. | Nemzetközi Stadion, Kairó       | egyik elődöntő               | Egyiptom–Kongói Demokratikus Köztársaság | 4 – 1    | 74 000      |

##### 2008-as afrikai nemzetek kupája

###### Afrikai Nemzetek Kupája mérkőzés
| Időpont          | Helyszín                  | Mérkőzés típusa              | Mérkőzés         | Eredmény | Nézők száma |
| ---------------- | ------------------------- | ---------------------------- | ---------------- | -------- | ----------- |
| 2008. január 22. | Baba Yara Stadion, Kumasi | csoportmérkőzés (C. csoport) | Egyiptom–Kamerun | 4 – 2    | 40 000      |
| 2008. január 28. | Ohene Djan Stadion, Accra | csoportmérkőzés (A. csoport) | Ghána–Marokkó    | 2 – 0    | 40 000      |

#### Nemzetközi kupamérkőzések
Vezetett kupadöntők száma: 2.

##### CAF-bajnokok ligája

###### 2006-os CAF Bajnokok Ligája
| Időpont           | Helyszín                     | Mérkőzés típusa      | Mérkőzés           | Eredmény | Nézők száma |
| ----------------- | ---------------------------- | -------------------- | ------------------ | -------- | ----------- |
| 2006. október 29. | Nemzetközi Stadion, Le Caire | döntő első mérkőzése | el-Ahlí–CS Sfaxien | 1 – 1    | 74 100      |

##### CAF Konföderációs kupa

###### 2007-es CAF Konföderációs kupa
| Időpont            | Helyszín                      | Mérkőzés típusa         | Mérkőzés                 | Eredmény |
| ------------------ | ----------------------------- | ----------------------- | ------------------------ | -------- |
| 2007. november 24. | Al Merreikh Stadion, Omdurmán | döntő második mérkőzése | Al-Merrikh SC–CS Sfaxien | 0 – 1    |